# Maurice Raspotnik
Maurice Raspotnik est un footballeur français né le 9 mai 1939 à Lewarde. Milieu de terrain, il a joué au Racing Club de Lens, à l'US Boulogne, au Sporting Club de Toulon, au RCFC Besançon et au Stade Poitevin.

## Palmarès
- Vainqueur de la Coupe Charles Drago 1959 avec le RC Lens.